# Erin Moran
Erin Marie Moran (ur. 18 października 1960 w Burbank w stanie Kalifornia, zm. 22 kwietnia 2017 w Hrabstwie Harrison w stanie Indiana) – amerykańska aktorka. W filmach grała od dzieciństwa. Występowała w serialu Happy Days.
Miała braci aktorów: Tony’ego i Johna.